# HMS Lion (1910)
Pour les autres navires du même nom, voir HMS Lion.
Le HMS Lion est un croiseur de bataille de la Royal Navy et le navire de tête de sa classe. Amélioration de la classe Indefatigable en termes de rapidité, d'armement et de blindage, les navires de cette classe sont une réponse à la classe Moltke allemande. Le HMS Lion est lancé en 1910 et fait partie de la 1re escadre de croiseurs de bataille de la Grand Fleet, qui participe aux batailles de Heligoland, de Dogger Bank et du Jutland.

## Conception
Le Lion est basé sur la classe de cuirassés Orion, disposant de tourelles de calibre 13,5 pouces (343 mm) alignées dans l'axe du navire. Cependant, plusieurs changements notables sont réalisés afin de lui donner la rapidité d'un croiseur de bataille ; une tourelle est retirée, une cheminée est rajoutée pour évacuer les fumées des machines, plus de deux fois plus puissantes (70 000 chevaux), et le blindage est aminci. Le Lion file ainsi à une vitesse maximale de 27 nœuds (50 km/h), (28 nœuds (52 km/h) en poussant les machines), bien en deçà des 31 nœuds (57 km/h) qu'annoncent les « fuites organisées » par l'Amirauté.
Le Lion emporte ainsi 8 canons de 13,5 pouces BL Mk V, répartis en 4 tourelles doubles. L'armement secondaire est constitué de 16 canons de 4 pouces BL Mk VII, de 2 canons de 3 livres et de 2 tubes lance-torpilles de 21 pouces (533 mm). L'armement secondaire change souvent au fil du temps, au gré des réparations et des refontes. Ainsi, en 1915, le Lion se voit retirer ses canons de 3 livres, remplacés par deux canons de 3 pouces QF 20 cwt. Côté blindage, la ceinture principale est épaisse de 4 à 9 pouces (229 mm), celui du pont principal varie de 4 à 6 pouces (152 mm), les parties les plus épaisses se situant au niveau du château et des machines. Enfin, les tourelles de la batterie principale ont une protection frontale et latérale de 9 pouces (229 mm) ; l'arrière est protégé par 8 pouces (203 mm) pouces de blindage. Celui du toit varie entre 2,5 pouces (64 mm) et 3,25 pouces (83 mm), et sera plus tard augmenté d'1,5 pouce (38 mm).

## Histoire
La construction du Lion commence le 29 septembre 1909 au Devonport Dockyard. Le croiseur de bataille est lancé le 6 août 1910 et armé en mai 1912. En juin il rejoint la 1re escadre de croiseurs (en), avant d'être nommé en janvier 1913 navire amiral du contre-amiral Beatty, commandant la 1re escadre de croiseurs de bataille. Il rejoint la Grand Fleet en août 1914 et participe à la bataille de Heligoland. L'année suivante, à la bataille de Dogger Bank, le Lion tire 243 obus, dont un touche le SMS Blücher, un autre le Derfflinger et deux le Seydlitz. Le croiseur de bataille, en tête de la ligne britannique, est quant à lui durement touché, encaissant 16 obus allemands en tout. Deux obus simultanés du Seydlitz et du Derfflinger perforent notamment la coque au niveau de la ligne de flottaison, entraînant une gîte importante du navire, une avarie dans les machines et la coupure de plusieurs circuits électriques. Le Lion est mis hors de combat et doit être remorqué à bon port par l'Indomitable. 
Après réparations à Rosyth, il rejoint la 1re escadre, renommée entretemps « Flotte des croiseurs de bataille ». Lors de la bataille du Jutland, le Lion est encore plus gravement endommagé. Malgré ses coups au but sur le SMS Lützow, un obus de celui-ci perfore l'une des tourelles et explose à l'intérieur de celle-ci, tuant près d'une centaine de personnes ; le navire doit au courage de Francis Harvey le fait de ne pas exploser entièrement : celui-ci, dans un dernier effort, demande l'inondation du magasin à munitions. Après de nouvelles réparations à Rosyth, le Lion retourne dans la flotte de croiseurs de bataille, en devenant le navire amiral après la fin de la guerre jusqu'à son retrait du service actif en 1923 et sa démolition en 1924 à la suite du traité naval de Washington.